# 玉木
玉木（たまき）は、日本の地名、姓

## 地名
- 玉木 - 福井県あわら市
- 玉木町 - 滋賀県近江八幡市

## 姓
- 玉木碧 - キャスター
- 玉木重雄 - 野球選手 (投手)
- 玉木朋孝 - 野球選手 (内野手)、コーチ
- 玉木宏 - 俳優
- 玉木雄一郎 - 政治家、衆議院議員

## 男性名
- 大森玉木 - 政治家、衆議院議員